# Mrs. Miniver
Mrs. Miniver là một phim chính kịch của hãng MGM sản xuất năm 1942, do William Wyler đạo diễn với ngôi sao Greer Garson trong vai mang tên phim. Phim được sản xuất như phim tuyên truyền với mục đích chấm dứt sự cô lập Hoa Kỳ khỏi cuộc Chiến tranh thế giới thứ hai. Phim dựa trên truyện hư cấu về một bà nội trợ người Anh - Mrs. Miniver - do Jan Struther viết năm 1937 trong truyện dài nhiều tập đăng trên báo The Times.
Phim này đã đoạt 6 giải Oscar, và được coi là một trong các phim hay nhất thời đó.

## Nền tảng
Dưới ảnh hưởng của cơ quan Office of War Information của Hoa Kỳ, phim này nhằm ngầm phá quan niệm của Hollywood thời tiền chiến về nước Anh như một thành lũy quyến rũ của đặc quyền xã hội, các tập quán lỗi thời và tính đua đòi học làm sang, để có lợi cho các hình ảnh nước Anh hiện đại hơn, dân chủ hơn. Để đạt mục đích này, cương vị xã hội của gia đình Miniver theo sự diễn tả trong loạt truyện đăng báo đã được hạ bớt, đồng thời tăng sự chú ý tới sự xói mòn các hàng rào ngăn cách giai cấp dưới áp lực của thời chiến.
Phim đã thành công vượt quá mọi mong đợi: tổng thu $5.358.000 tại Bắc Mỹ (doanh thu cao nhất trong các phim của hãng MGM thời đó) và $3.520.000 ở nước ngoài. Tại Vương quốc Anh, phim được coi là hấp dẫn hàng đầu trong năm 1942. Trong số 592 phiếu bầu của các nhà phê bình phim do tạp chí Film Daily của Hoa Kỳ tổ chức, đã có 555 phiếu gọi phim này là hay nhất năm 1942. Tháng 6/2006, phim này được xếp hạng 40 trong Danh sách 100 phim hay nhất của Viện phim Mỹ.

## Cốt truyện
Dù không có "đặc quyền xã hội" như trong truyện dài nhiều tập, Mrs. Kay Miniver (do Greer Garson đóng) trong phim cũng vẫn được mô tả như có cuộc sống khá giả trong ngôi nhà gọi là 'Starlings' trong 1 làng ngoại ô London. Ngôi nhà có 1 vườn rộng, 1 bậc cầu thang tư xuống sông Thames, và 1 thuyền gắn máy. Ông chồng Clem (diễn viên người Canada Walter Pidgeon) (mặc dù có giọng Bắc Mỹ) là một kiến trúc sư người Anh thành đạt. Họ có ba người con: Toby, Judy (Christopher Severn, Clare Sandars), và người con trai lớn Vin (Richard Ney) đang học đại học. Họ có hai người giúp việc sống trong nhà: chị hầu phòng Gladys (Brenda Forbes) và chị nấu ăn Ada (Marie De Becker).
Khi thế chiến thứ hai ló dạng, Vin ra trường và gặp Carol Beldon (Teresa Wright), cháu gái của nhà quý tộc Lady Beldon (Dame May Whitty) ở Beldon Hall gần đó. Mặc dù có các sự khác nhau ban đầu, chẳng hạn sự tương phản về thái độ lý tưởng của Vin đối với sự khác biệt giai cấp và chủ nghĩa vị tha thực tiễn của Carol, họ vẫn yêu nhau và cuối cùng kết hôn với nhau.
Khi chiến tranh tới gần Anh, Vin cảm thấy phải làm nghĩa vụ của mình, anh ta gia nhập Không quân Hoàng gia Anh làm phi công, và được đồn trú trong 1 căn cứ không quân gần gia đình. Clem lấy thuyền gắn máy của mình tham gia Chiến dịch Dynamo.
Có các cảnh gia đình trong một cuộc không tạc, khi Mr. Foley (Reginald Owen), người chủ tiệm kiêm dân phòng, chỉ dẫn cho họ khép màn gió và xuống trú ẩn trong hầm ở ngoài vườn. Bị bỏ lại một mình ở nhà, Kay tìm thấy một viên phi công Đức bị thương (Helmut Dantine) ở vườn mình. Bà ta cho viên phi công này ăn, rồi từ từ tịch thu vũ khí của hắn và gọi cảnh sát tới.
Sau cuộc thi trưng bày hoa, trong đó người trưởng ga (Henry Travers) nêu tên hoa hồng của 'Mrs. Miniver' thắng hoa hồng của Lady Beldon, thì Kay cùng Carol chở Vin tới phi đội của anh ta đúng ngay khi cuộc không kích bắt đầu. Trên đường trở về, Kay phải ngừng xe vì Carol bị 1 máy báy Đức bắn bị thương, sau đó về đến nhà thì chết. Dân địa phương tụ họp trong ngôi nhà thờ bị hư hại, với vị mục sư chính xứ, họ bày tổ lòng cương quyết chiến đấu để bảo vệ cuộc sống của mình.
Wilcoxon và đạo diễn William Wyler đã viết đi viết lại bài giảng thuyết chủ yếu của vị mục sư trong đêm trước khi quay cảnh này." Bài giảng thuyết này có tác động rất mạnh, nên được tổng thống tổng thống Roosevelt dùng trong việc xây dựng luân lý, và các trích đoạn của bài giảng đã được in thành truyền đơn bằng nhiều thứ tiếng khác nhau, ném xuống lãnh thổ bị Đức chiếm đóng.."

## Các chuyển thể kịch truyền thanh
Phim đã được chuyển thể thành một hồi kịch của Lux Radio Theater năm 1943. Hồi kịch rất được ưa chuộng nên được chuyển thành loạt truyện 5 ngày mỗi tuần với ngôi sao phát thanh cũ Trudy Warner trên CBS.

## Giải thưởng & đề cử
Phim này đoạt 6 giải Oscar:
- Giải Oscar cho phim hay nhất - Metro-Goldwyn-Mayer (Sidney Franklin, nhà sản xuất)
- Giải Oscar cho nữ diễn viên chính xuất sắc nhất - Greer Garson
- Giải Oscar cho nữ diễn viên phụ xuất sắc nhất - Teresa Wright
- Giải Oscar cho quay phim xuất sắc nhất, trắng-đen - Joseph Ruttenberg
- Giải Oscar cho đạo diễn xuất sắc nhất - William Wyler
- Giải Oscar cho kịch bản chuyển thể hay nhất - George Froeschel, James Hilton, Claudine West, Arthur Wimperis

Ngoài ra phim cũng được đề cử cho các giải Oscar khác:
- Giải Oscar cho nam diễn viên chính xuất sắc nhất - Walter Pidgeon
- Giải Oscar cho nam diễn viên phụ xuất sắc nhất - Henry Travers
- Giải Oscar cho nữ diễn viên phụ xuất sắc nhất - Dame May Whitty
- Giải Oscar cho kỹ xảo (hiệu ứng nhìn) - A. Arnold Gillespie (hình), Warren Newcombe (hình)
- [[Giải Oscar cho hiệu ứng đặc biệt - Douglas Shearer (âm thanh)
- Giải Oscar cho biên tập - Harold F. Kress
- Giải Oscar cho hòa âm hay nhất - Douglas Shearer